# ويليام هاميلتون (دراج)
ويليام هاميلتون هو دراج كندي، ولد في 1930 في أوشاوا في كندا.

## وصلات خارجية
- ويليام هاميلتون على موقع أرشيف الدراجات (الإنجليزية)
- ويليام هاميلتون على موقع أوليمبيديا (الإنجليزية)
- ويليام هاميلتون على موقع اللجنة الأولمبية الكندية (الإنجليزية)